# John Iliopoulos

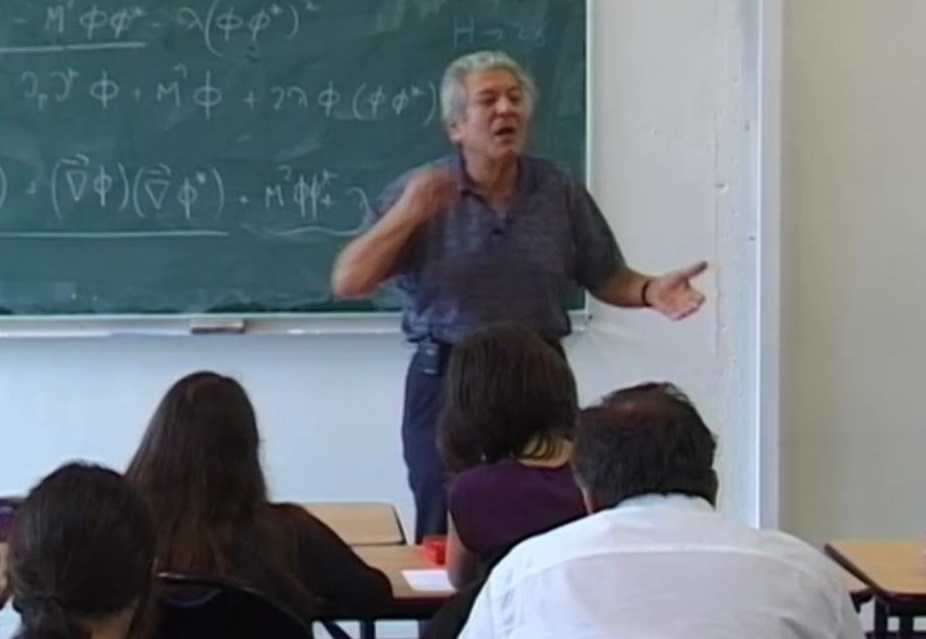
John Iliopoulos an der École normale supérieure, 2009

John Iliopoulos (auch Jean Iliopoulos, griechisch Ιωάννης Ηλιόπουλος Ioánnis Iliópoulos, * 1940 in Kalamata, Griechenland) ist ein griechischer Teilchen-Physiker.
Iliopoulos studierte an der Technischen Universität in Athen (Abschluss 1962) und dann in Paris, wo er 1963 seinen DEA-Abschluss machte, 1965 sein Diplom in Physik (These de 3.Cycle) machte und 1968 an der Theoriegruppe in Orsay bei Claude Bouchiat und Philippe Meyer promovierte. 1966 bis 1968 war er am CERN und danach 1969 bis 1971 Research Associate in Harvard. Danach war er Wissenschaftler des CNRS. Er ist zurzeit Direktor des Instituts für Teilchenphysik an der École normale supérieure in Paris.
Sheldon Lee Glashow, Iliopoulos und Luciano Maiani lieferten mit dem GIM-Mechanismus 1970 als erste einen Hinweis auf die Existenz eines vierten Quarks, später als Charm-Quark bekannt. Mit Claude Bouchiat und Philippe Meyer gab er 1972 Bedingungen für das Verschwinden von Anomalien in der elektroschwachen Wechselwirkung, die damals weitere Hinweise auf die Existenz von drei Farbfreiheitsgraden lieferten.
Im Jahre 2002 war Iliopoulos der erste Träger des Aristeio-Preises, der ins Leben gerufen wurde, um Griechen zu ehren, die bedeutende Beiträge zu ihrem Wissenschaftsgebiet geleistet haben. 1987 erhielt er zusammen mit Maiani den Sakurai-Preis für theoretische Teilchenphysik. 1990 wurde er korrespondierendes Mitglied und 2002 ordentliches Mitglied der Académie des sciences. 2007 erhielten Iliopoulos und Maiani die Dirac-Medaille. 1978 erhielt Iliopoulos den Paul-Langevin-Preis, 2013 den Prix des trois physiciens. 2011 erhielt er den High Energy and Particle Physics Prize der EPS, 2023 den Internationalen Antonio-Feltrinelli-Preis.

## Schriften (Auswahl)
- From Many Models to ONE THEORY, arXiv:2501.10233